# Stennes-Putsch
Der Stennes-Putsch war eine Auseinandersetzung innerhalb der Nationalsozialistischen Deutschen Arbeiterpartei, bei der SA-Männer am 1. April 1931 ein Gebäude ihrer Partei in Berlin besetzten. Der „Putsch“ des SA-Oberführers Walther Stennes gegen Adolf Hitler und die Münchner Parteiführung scheiterte.

## Verlauf
Am 1. April 1931 besetzten mehrere hundert SA-Männer das Parteigebäude in der Hedemannstraße in Berlin. Ziel dieser Aktion war es, den von Adolf Hitler eingesetzten Nachfolger von Oberführer Hauptmann a. D. Walther Stennes am Zutritt zu hindern. Hierbei kam es zu Rangeleien mit der vor Ort eingesetzten SS-Wache. Im Laufe des Tages erklärte Stennes Hitler für abgesetzt. Hinter ihm, so Stennes, stehe die gesamte ostelbische SA und angeblich auch der Gauleiter von Berlin Joseph Goebbels. Die Nummer der Parteizeitung Der Angriff, deren Redaktionsräume ebenfalls gewaltsam besetzt worden waren, wurde durch Stennes am Folgetag selbst herausgebracht. Mit Hilfe der Berliner Polizei gelang Hitler die Entsetzung der Räumlichkeiten. Obwohl Stennes die Unterstützung von Teilen der SA in Berlin, Schleswig-Holstein, Schlesien und Pommern genoss, kam es nicht zu einem regelrechten Aufstand. Der „Putsch“ war gescheitert; es folgten Parteiausschlüsse für ungefähr 500 der beteiligten SA-Männer.

## Hintergrund

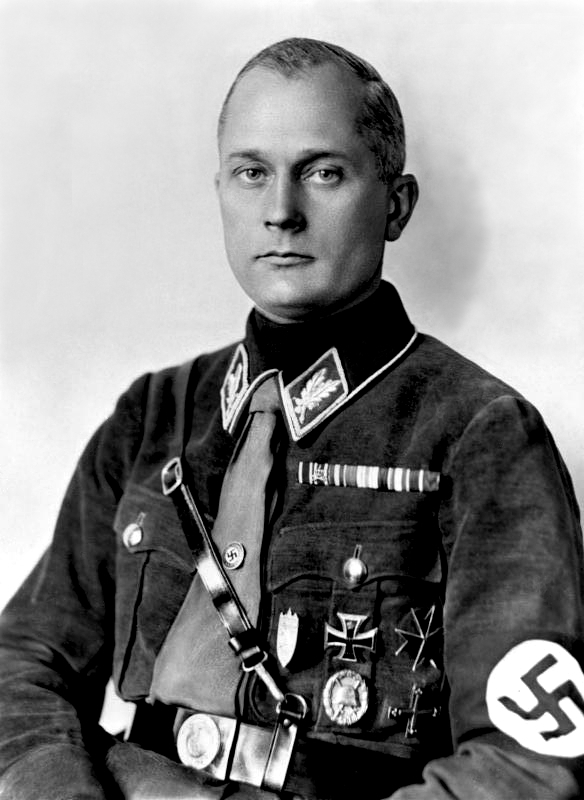
Walther Stennes

Bereits vor der Reichstagswahl vom 14. September 1930 kam es zu Auseinandersetzungen zwischen der Parteispitze und dem Gruppenführer Stennes, dem zugleich die Sturmabteilungen in Ostdeutschland unterstanden. Er forderte von Hitler nachdrücklich eine Berücksichtigung von SA-Führern auf sicheren Listenplätzen. Nach der Weigerung Hitlers, dieser Forderung nachzukommen, verweigerten Sturmabteilungen in Berlin ihren Dienst. Wahlkampfveranstaltungen der NSDAP sollten nicht mehr von der SA geschützt werden. Diese Auseinandersetzungen innerhalb der NSDAP konnten beigelegt werden, auch weil Hitler finanzielle Verbesserungen für die SA in Aussicht stellte. Stennes setzte jedoch bis 1931 – auch in öffentlichen Verlautbarungen – seine Kritik an der NSDAP fort. Hitler verfügte deshalb die Entlassung von Stennes, der daraufhin im April 1931 die „Nationalsozialistische Kampfbewegung Deutschlands (NSKD)“ gründete, die jedoch nie einen politischen Einfluss gewann. Nach der nationalsozialistischen Machtübernahme im Frühjahr 1933 wurde Stennes vorübergehend verhaftet und ging dann zusammen mit seiner Frau und Tochter in die Emigration nach China.

## Parteiausschlüsse
Zu den bekannten Personen, die im Zuge der „Säuberung“ der NSDAP und der SA nach der Stennes-Revolte aus der NSDAP und/oder der SA ausgeschlossen wurden, zählten u. a.
Ausgeschlossene OSAF-Stellvertreter:
- Walther Stennes (* 12. April 1895 in Fürstenberg, Westfalen; † 19. Mai 1983 in Lüdenscheid), OSAF-Stellvertreter Ost der SA (Oberbefehlshaber der SA in Berlin, Brandenburg, Mecklenburg, Pommern und Schlesien)

Ausgeschlossene Angehörige des Stabes des OSAF-Stellvertreters Ost und der Gausturm-Stäbe:
- Hans-Eitel Friedrich (* 14. Juli 1898 in Potsdam; † 19. Februar 1979 in Berlin), Adjutant des Gausturms Brandenburg
- Walter Jahn, Adjutant des OSAF-Stellvertreters Ost
- Herbert Jantzon (* 20. Mai 1898 in Spandau; † 1987), Adjutant des Gausturms Berlin

Ausgeschlossene SA-Gausturm-Befehlshaber:
- Kurt Kremser (* 5. September 1895 in Leobschütz; † 22. Dezember 1966 in Lübbecke), Oberführer des SA-Gausturms Schlesien
- Hans Lustig (* 22. Februar 1895; † 6. Mai 1981), Oberführer des SA-Gausturms Pommern
- Wilhelm Püstow (* 1. März 1886 in Schwerin), Oberführer des SA-Gausturms Mecklenburg
- Joseph Veltjens (* 2. Juni 1894 in Geldern; † 6. Oktober 1943 in den Apenninen bei Piacenza), Oberführer des SA-Gausturms Brandenburg
- Ernst Wetzel (* 15. Februar 1891 in Schöneberg bei Berlin; † 10. September 1966 in Klein Süstedt bei Uelzen), Oberführer des SA-Gausturms Berlin

Ausgeschlossene Führer der Berliner SA-Formationen:
- Erich Döbrich, Führer der SA-Standarte I (Charlottenburg, Spandau, Moabit)
- Hans Breuer (* 22. Dezember 1894 in Berlin; † 1963), Führer der SA-Standarte IV (Mitte)
- Hans Hustert (* 1. Februar 1900 in Elberfeld; † 14. August 1970 in Hamburg), Führer der SA-Standarte V (Friedrichshain)
- Gustav Kempe (* 26. September 1900 in Wilhelmshaven; † 12. Juli 1947 in Wippra bei Sangerhausen), Führer des Motorsturms des OSAF-Ost[3], Führer des Berliner SA-Motorsturms
- Wilhelm Krach (* 5. Juli 1895; † 1961), Führer der SA-Standarte III (Tempelhof)
- Karl van Rey (* 30. Januar 1895; † 1978), Führer der SA-Standarte II (Steglitz)

Ausgeschlossene Mitarbeiter des Angriff-Verlages:
- Friedrich Wilhelm Ehorn (28. September 1904), Vertriebsleiter des Angriff-Verlages
- Josefine von Behr, Sekretärin der Zeitung Der Angriff
- (Fritz) Rudolf Gundel, Versandleiter des Angriff-Verlages, zugleich SA-Führer z.b.V. bei Stennes
- Karl Kiefer, Redakteur der Zeitung Der Angriff
- Ernst Werner Techow, Sekretär im Angriff-Verlag
- Ludwig Weißauer (* 2. November 1900 in Prien am Chiemsee; † 23. Februar 1973 in München), Geschäftsführer des Angriff-Verlages
- Melitta Wiedemann (* 2. April 1900 in Sankt Petersburg; † 13. September 1980 in München), Redakteurin der Zeitung Der Angriff

Weitere ausgeschlossene NSDAP-Mitglieder:
- Adolf Aich (* 7. Februar 1903 in Gmünd; 1953 gerichtlich für Tod erklärt mit festgelegtem Todeszeitpunkt am 31. Juli 1949), Bürovorsteher von Stennes
- Walter Bergmann (* 4. Mai 1905), Abteilungsführer bei Stennes
- Walter Caternberg (* 16. Oktober 1903 in Berlin-Weißensee), Mitglied der Stennes'schen Stabswache
- Joseph Franke (* 14. Februar 1894 in Münster; † 14. Dezember 1978 ebd.), Führer des „Unteren Nachrichten-Rahmens“ bei Stennes
- Ludwig Gehre (* 5. Oktober 1895 in Düsseldorf; † 9. April 1945 im KZ Flossenbürg), Hauptmann a. D., im „Oberen Nachrichtenrahmen“ von Stennes beschäftigt gewesen
- Heinz Grünhagen (* 9. Dezember 1900), SA-Führer z.b.V.
- Richard Harwardt (* 30. Juli 1893; † 11. Dezember 1972), Mitglied der Stabswache von Stennes
- Heinrich Kuhr (* 8. Juli 1905), Sturmführer, Abteilungsführer bei Stennes
- Bernhard Lichtenberg (* 18. Januar 1896 [?] in Berlin), Sturmführer, Abteilungsführer bei Stennes
- Charlotte Schultz-Ewerth (* 11. Juni 1898)